# Huân chương Đồng Hoa
Huân chương Đồng Hoa (桐花章 Tōka shō, tiếng Anh: Order of the Paulownia Flowers) là một loại huân chương của chính phủ Nhật Bản.
Được lập ra vào năm  1888 trong thời Thiên hoàng Minh Trị, vốn là cấp cao nhất của huân chương Mặt trời Mọc tuy nhiên đến năm 2003, nó trở thành một loại huân chương độc lập. Huân chương Đồng Hoa có một cấp duy nhất là Húc nhật đồng hoa đại thụ chương (tiếng Nhật 旭日桐花大綬章Kyokujitsu tōka daijushō) (Grand Cordon of the Order of the Paulownia Flowers), cao hơn huân chương Mặt trời mọc nhưng thấp hơn huân chương Cúc Hoa  (菊花章).

## Đối tượng
Theo truyền thống, huân chương Đồng hoa được trao cho các chính trị gia, cựu thủ tướng và các bộ trưởng trong nội các, các nhà ngoại giao và thẩm phán. Huân chương Đồng hoa có thể trao cho cả người đã mất. Huân chương này không phải là trao hàng năm, chỉ có 23 cá nhân đã được nhận vinh dự này, trong đó có 18 người Nhật (3 người là được truy tặng), 3 người Mỹ (trong đó có một người là gốc Nhật, thượng nghị sĩ Daniel Inouye), một người Ấn Độ (cựu thủ tướng Manmohan Singh) và một người Singapore (cố thủ tướng Lý Quang Diệu, được truy tặng).